# President de Bulgària
El President de Bulgària (búlgar: Президент на България) és el cap d'estat de Bulgària.

## Presidents de la República Popular (1946-1990)

### Presidents de la Presidència Provisional (1946-1947)
|    | President                 | President     | Inici del mandat       | Fi del mandat         | Partit |
| -- | ------------------------- | ------------- | ---------------------- | --------------------- | ------ |
| 1. | Vasil Koralov (1877–1950) | Vasil Kolarov | 15 de setembre de 1946 | 9 de desembre de 1947 | BKP    |

### Caps de la Presidència de l'Assemblea Nacional (1947-1971)
|         | Cap                           | Cap            | Inici del mandat       | Fi del mandat           | Partit |
| ------- | ----------------------------- | -------------- | ---------------------- | ----------------------- | ------ |
| 2. (1.) | Mincho Naichev (1897–1956)    | Mincho Naichev | 9 de desembre de 1947  | 27 de maig de 1950      | BKP    |
| 3. (2.) | Gueorgui Damiànov (1892–1958) | Manca imatge   | 27 de maig de 1950     | 27 de novembre de 1958† | BKP    |
| 4. (3.) | Dimítar Gànev (1898–1964)     | Manca imatge   | 30 de novembre de 1958 | 20 d'abril de 1964      | BKP    |
| 5. (4.) | Gueorgui Traikov (1898–1975)  | Manca imatge   | 20 d'abril de 1964     | 7 de juliol de 1971     | BKP    |

### Caps del Consell d'estat (1971-1990)
|         | Cap                        | Cap                        | Inici del mandat       | Fi del mandat          | Partit |
| ------- | -------------------------- | -------------------------- | ---------------------- | ---------------------- | ------ |
| 6. (1.) | Tòdor Jívkov (1911–1998)   | Tòdor Jívkov (1911–1998)   | 7 de juliol de 1971    | 17 de novembre de 1989 | BKP    |
| 7. (2.) | Pétar Mladénov (1936–2000) | Pétar Mladénov (1936–2000) | 17 de novembre de 1989 | 3 d'abril de 1990      | BKP    |

## Presidents de la I República Democràtica (1990-actualitat)
|          | President                         | President                  | Inici del mandat    | Fi del mandat       | Partit |
| -------- | --------------------------------- | -------------------------- | ------------------- | ------------------- | ------ |
| 7.       | Pétar Mladénov (President Interí) | Pétar Mladénov (1936–2000) | 3 d'abril de 1990   | 6 de juliol de 1990 | BSP    |
| 8. (1.)  | Jéliu Jélev                       | Jéliu Jélev                | 6 de juliol de 1990 | 22 de gener de 1997 | UDF    |
| 9. (2.)  | Pétar Stoyanov                    | Pétar Stoyanov             | 22 de gener de 1997 | 22 de gener de 2002 | UDF    |
| 10. (3.) | Gueorgui Parvanov                 | Gueorgui Parvanov          | 22 de gener de 2002 | 22 de gener de 2012 | BSP    |
| 11. (4.) | Rosen Plevneliev                  | Rosen Plevneliev           | 22 de gener de 2012 | 22 de gener de 2017 | GERB   |
| 12. (5.) | Rumen Radev                       | Rumen Radev                | 22 de gener de 2017 |                     | Cap    |

## Símbols

La Bandera actual de Bulgària
La Bandera de la República Popular (1946-1948)
La Bandera de la República Popular (1948-1967)
La Bandera de la República Popular (1967-1971)
La Bandera de la República Popular (1971-1990)